# Merda

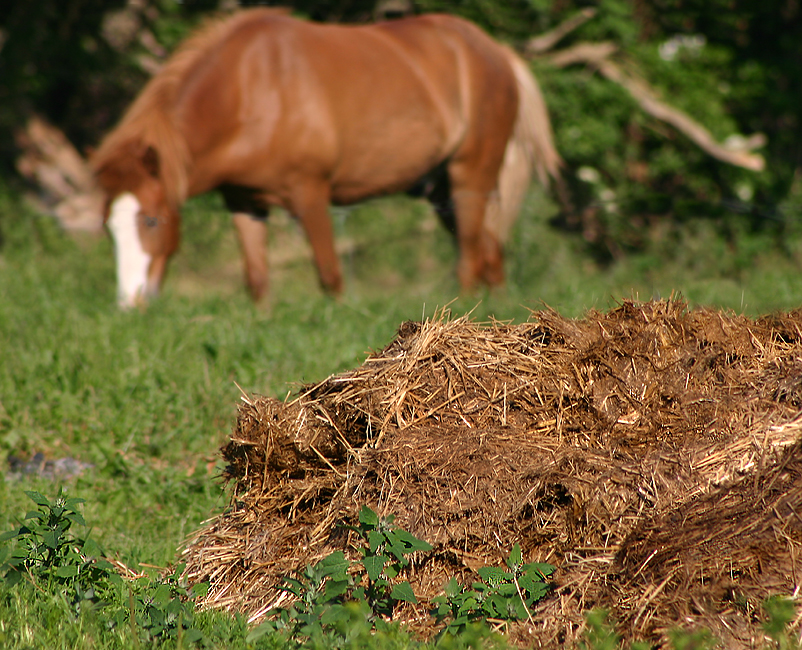
Fezes de cavalo. Excrementos dos seres vivos são conhecidos vulgarmente como "merda" em português.

Merda (do latim merda) é um substantivo da língua portuguesa moderna que em seu significado primário, indica fezes humanas ou animais. É usado principalmente no contexto coloquial e é considerado um termo vulgar.
Nas línguas modernas não só em português, mas também em italiano, galego e catalão, é geralmente considerada um palavrão e seu uso fora da linguagem coloquial é hoje depreciativo como ofensivo, ou como uma expressão vulgar para expressar as ideias sobre as diferentes situações que podem ser desconfortáveis ou negativas. É usado de maneira vulgar para insultar uma pessoa ou um objeto. Assim como os palavrões de conteúdo sexual, Merda é palavrão de excremento que veio de "Erde", uma localidade romana conhecida por ser muito suja.
O termo já era usado no século I em sentido figurativo pelo poeta Marcial: "Sed nemo potuit tangere: merda fuit" ("Mas ninguém pôde tocar: foi uma merda").
Existe termos similares ou iguais em outras línguas, como mierda em castelhano e merde em francês.

## Merda como boa sorte
No teatro antigo (e este uso estende-se ainda nos dias de hoje), merda era utilizada na linguagem entre artistas de teatro para desejar boa-sorte antes da entrada em cena. A expressão nasceu da língua francesa, merde, provavelmente no século XIX ou século XX, pelo fato de o público ter acesso à casa teatral por meio de carruagens a cavalos que, muitas vezes, amontoavam fezes em suas entradas; com ironia, a expressão correlacionava o fato de haver "muita merda" na entrada do teatro ao desejo de se ter também "muita sorte" em cena.